# أزدرختاوات
الأزدرختاوات (الاسم العلمي: Melioideae) هي أسرة من النباتات تتبع فصيلة الأزدرختية من الرتبة الصابونيات.

## قبائل
- الأزدرختاوية
- الأغلاياوية